# Nystart Enköping
Nystart Enköping (NE) är ett lokalt politiskt parti i Enköpings kommun, som bildades inför valet till kommunfullmäktige 2014. 
Partiets valkampanj inför kommunalvalet till 2014 utmärkte sig genom ovanliga kampanjmetoder såsom en trekantig valstuga och en egen "valtidning" som utgick till samtliga kommunmedborgare. Kampanjen resulterade i att Nystart Enköping fick 14 procent av rösterna och åtta mandat i kommunfullmäktige, och kunde därmed styra kommunen tillsammans med Socialdemokraterna fram till 2018.
I valet till kommunfullmäktige i Enköpings kommun 2018 fick Nystart Enköping 9,25 procent av rösterna vilket resulterade i fem mandat i kommunfullmäktige.

## Valresultat
| År   | Röster | %     | Mandat  |
| ---- | ------ | ----- | ------- |
| 2014 | 3 747  | 14,00 | 8 av 51 |
| 2018 | 2 654  | 9,25  | 5 av 51 |
| 2022 | 3 274  | 11,22 | 6 av 51 |